# Qingcheng Shan

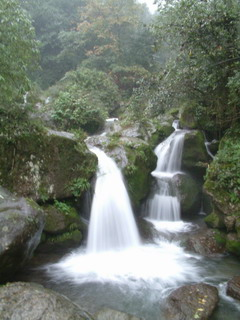
Qingcheng-Berg (Qingcheng Shan)

Der Qingcheng Shan (chinesisch 青城山, Pinyin Qīngchéng Shān), auch Berg Qingcheng, ist ein Berg auf dem Gebiet von Dujiangyan in der chinesischen Provinz Sichuan. Er ist eine bedeutende Stätte des religiösen Daoismus und einer seiner Entstehungsorte. Es befinden sich viele daoistische Tempel auf dem Berg. Als einer der Gründungsorte des Daoismus wurde der Berg mit seinen Tempeln  im Jahr 2000 in die Liste des UNESCO-Welterbes aufgenommen.
Im Tempel Changdao Guan (青城山常道观) praktizierte Zhang Daoling 张道陵. Der Tempel wird deshalb auch die Himmelsmeister-Grotte (Tianshidong 天师洞) genannt und steht in der Tradition der Quanzhen-Schule des Daoismus.
Das Epizentrum des Erdbebens vom 12. Mai 2008 lag in den Bergen von Qingcheng und hat nahezu alle Tempel zerstört.